# Malcolm Caldwell
James Alexander Malcolm Caldwell (Stirling, 27 de setembro de 1931 – 23 de dezembro de 1978) foi um acadêmico escocês e um prolífico escritor marxista. Ele foi um crítico consistente da política externa americana, um ativista dos movimentos comunistas e socialistas asiáticos e um apoiador do Khmer Vermelho. Caldwell foi assassinado algumas horas depois de se encontrar com Pol Pot no Camboja, embora ainda haja debate sobre quem foi o responsável pelo assassinato.

## Primeiros anos e carreira
Filho de um arquiteto, Caldwell foi educado na Academia Kirkcubright, onde foi duque em 1949. Ele obteve diplomas pela Universidade de Nottingham e pela Universidade de Edimburgo. Ele completou dois anos de serviço militar no exército britânico, tornando-se sargento no Corpo de Educação do Exército. Em 1959, ingressou na Escola de Estudos Orientais e Africanos da Universidade de Londres como pesquisador. Embora tenha enfrentado oposição conservadora dentro da escola, ele permaneceu no corpo docente durante toda a vida. Além de acadêmico, ele era um ativista político radical, enérgico e comprometido. Ele foi presidente da Campanha Britânica pelo Desarmamento Nuclear de 1968 a 1970. Ele se dedicou a criticar a política externa ocidental e a economia capitalista, prestando especial atenção à política americana. Ele foi um dos editores fundadores do Journal of Contemporary Asia, um periódico dedicado aos movimentos revolucionários na Ásia. Em 1978, Caldwell foi um dos candidatos do Partido Trabalhista no bairro de St Mary nas eleições locais para o Conselho Municipal de Bexley, em Londres.

## Assassinato no Camboja
Caldwell foi um dos mais ferrenhos defensores do regime de Pol Pot. Ele tentou frequentemente minimizar os relatos de execuções em massa pelo Khmer Vermelho no Camboja e foi amplamente criticado por inúmeras autoridades por fazê-lo.
Em dezembro de 1978, Caldwell era membro, junto com Elizabeth Becker e Richard Dudman, de um dos poucos grupos de jornalistas e escritores ocidentais convidados a visitar o Camboja desde que o Khmer Vermelho assumiu o poder em abril de 1975. Os três visitantes fizeram um tour altamente estruturado pelo país. "Viajamos em uma bolha", escreveu Becker. "Ninguém tinha permissão para falar comigo livremente." Em 22 de dezembro, Caldwell teve uma audiência privada com Pol Pot, o líder do Camboja. Após a reunião, ele voltou para a casa de hóspedes em Phnom Penh, onde os três estavam hospedados, num clima descrito por Becker como "eufórico". Por volta das 23 horas daquela noite, Becker foi acordado pelo som de tiros. Ela saiu do quarto e viu um homem cambojano fortemente armado apontando uma pistola para ela. Ela correu de volta para seu quarto e ouviu pessoas se movendo e mais tiros. Uma hora depois, um cambojano bateu à porta do seu quarto e disse que Caldwell estava morto. Ela e Dudman foram para o quarto dele. Ele havia levado um tiro no peito e o corpo de um homem cambojano também estava na sala, possivelmente o mesmo homem que apontou a pistola para Becker.
Os motivos do assassinato de Caldwell permanecem inexplicáveis. Andrew Anthony, escrevendo no The Observer, observa: "Certamente deve ter havido algum tipo de envolvimento interno, já que os convidados eram vigiados. Mas quem instruiu os guardas e por que o fizeram continua sendo objeto de especulação." O jornalista Wilfred Burchett e alguns familiares de Caldwell acreditam que Caldwell foi morto por ordem de Pol Pot, possivelmente após um desentendimento entre os dois durante o encontro. Essa crença também foi compartilhada pelo historiador australiano e amigo de Caldwell, Keith Windschuttle, que afirmou que Caldwell havia sido baleado por "dois capangas de Pol Pot". Os serviços de inteligência britânicos também concluíram que “Pol ordenou a morte de Caldwell”.
O Khmer Vermelho conduziu um inquérito interno, que concluiu que um dos guardas presentes "estava a ter um caso amoroso infeliz", e que tinha efetuado um tiroteio antes de se suicidar. Quatro dos guardas da casa de hóspedes foram presos e dois deles confessaram sob tortura na prisão S-21 do Khmer Vermelho que os assassinos eram subversivos tentando minar o regime do Khmer Vermelho e que Caldwell foi morto "para impedir que o Partido reunisse amigos no mundo". Um deles também implicou o vice-primeiro-ministro e ministro da Defesa Nacional, Son Sen. O próprio Pol declarou que acreditava que Dudman era o assassino, acusando-o de ser um agente da CIA enviado para desacreditar o regime. O antigo assessor de Pol e "Chefe de Segurança do Ministério dos Negócios Estrangeiros", Phi Phuon, que testemunhou as consequências do incidente, pensou que o suposto assassino "tinha sido assassinado e que alguém tinha tentado mascarar a sua morte como suicídio".
O irmão de Caldwell, David, acreditava que seu irmão "tinha 'descoberto a verdade sobre o regime de Pol Pot', mas 'não ousou admitir isso nem para Becker nem para Dudman'". No entanto, o jornalista Andrew Anthony escreveu que isso "parece improvável", citando o historiador David P. Chandler, que conheceu o tradutor presente na reunião de Pol e Caldwell, "que se lembrou de uma troca muito agradável conduzida em um espírito de acordo entusiasmado".
Na sua biografia de Pol Pot, o autor Philip Short afirmou que a "explicação mais provável, que, perversamente, o regime recusou-se a acreditar devido à sua obsessão por traidores, era que o ataque foi obra de uma unidade de comando vietnamita. Ninguém mais tinha um interesse comparável em expor a incompetência do Khmer Vermelho e ninguém mais estava tão bem posicionado para o fazer".
Três dias após a morte de Caldwell, os vietnamitas invadiram o Camboja e logo puseram fim ao governo do Khmer Vermelho. Becker alertou contra a aplicação do "pensamento racional à situação", afirmando que o "assassinato de Caldwell não foi menos racional do que as dezenas de milhares de outros assassinatos", e que no final a sua "morte foi causada pela loucura do regime que ele admirava abertamente".